# Ceratostylis ovatilabris
Ceratostylis ovatilabris är en orkidéart som beskrevs av Johannes Jacobus Smith. Ceratostylis ovatilabris ingår i släktet Ceratostylis och familjen orkidéer. Inga underarter finns listade i Catalogue of Life.